# のりたま
のりたまは、丸美屋食品工業が1960年（昭和35年）から販売しているふりかけである。玉子味の顆粒ときざみ海苔の組み合わせが特徴。ふりかけといえば魚粉を原材料とすることが常識であった時代に、高級食材の玉子と海苔を主原料とする画期的な商品であった。消費者からは好意的に迎えられ、効果的な宣伝を展開したことと、消費者の嗜好の変化に応じて味や食感を変えてきたこともあって、ロングセラー商品となっている。丸美屋食品工業の登録商標であり、他の食品メーカーから発売されている同種のふりかけは「のりたまご」などと名前を変えて発売されている。

## 概要

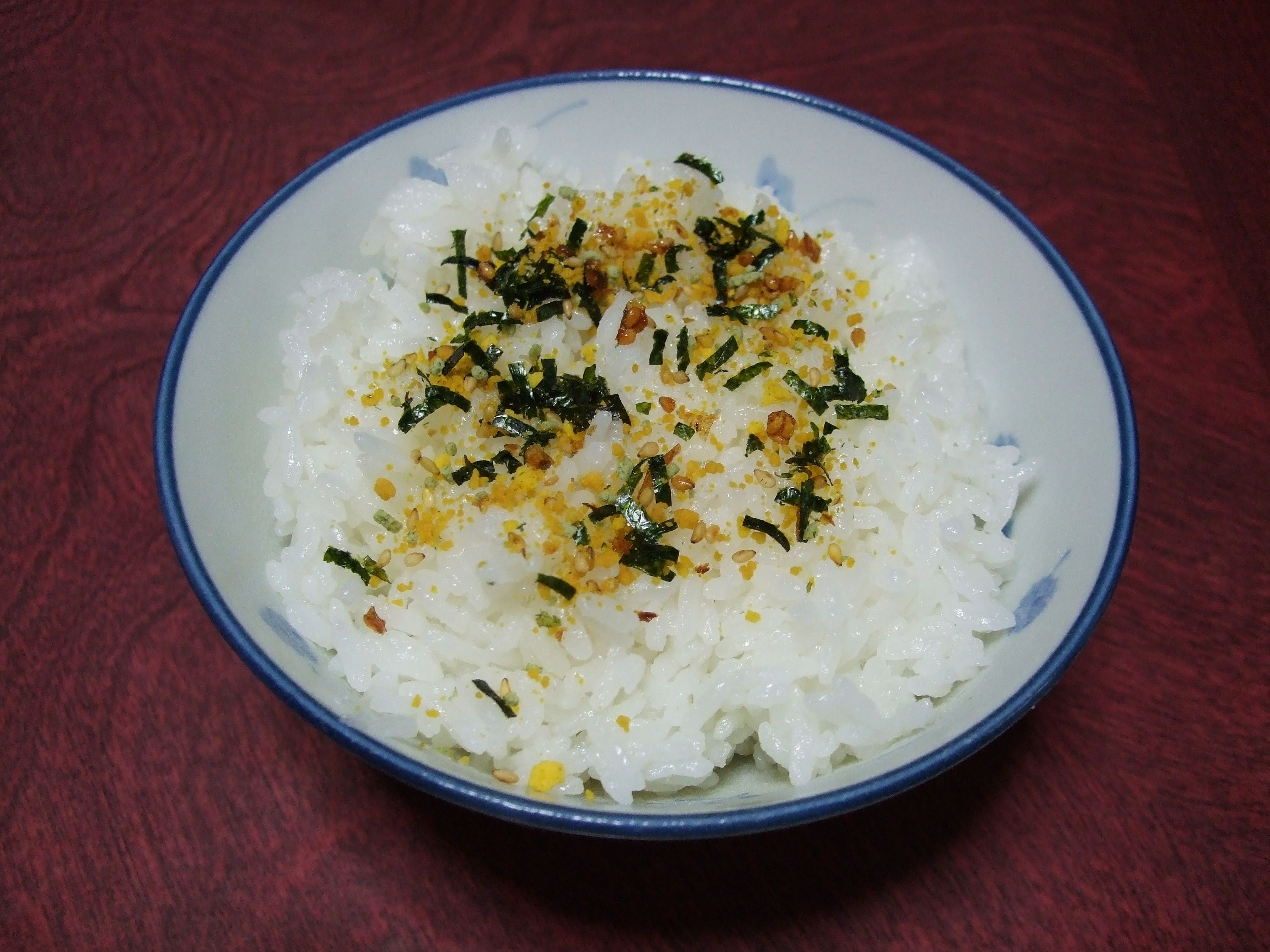
「のりたま」をかけたご飯

丸美屋食品工業の創業者・阿部末吉が、旅館の朝食のような雰囲気を家庭でも手軽に味わえないかと考え、卵と海苔を使ったふりかけ「のりたま」を考案した。1960年（昭和35年）に発売（初代パッケージデザインは大高重治）されて以降、高い人気を得ている。
1963年（昭和38年）に丸美屋食品工業がスポンサーを務めたテレビアニメ『エイトマン』のシールをおまけに付け、大ヒットした。以降、代表的なふりかけ商品として広く市場に認知されている。時代の変化に応えて、塩分の減量などを行ってきた。
原材料は、卵、海苔の他にさば削節、抹茶、胡麻、青海苔、鶏肉、砂糖、塩、醤油、こしあん（豆を粉末状にしたもので、甘さはない、後述）などから成る。

## 特徴

### 味
黒い海苔と黄色の玉子の顆粒の白い米飯とのコントラスト、温かい米飯に振りかけた際の香りが食欲をそそる。ほんのりとした甘みがありサクサクとして口の中でとろけるたまご顆粒に加えて、胡麻の香りが味のアクセントとなっている。丸美屋食品工業によると、「のりたま」は玉子と海苔のほか、削節・抹茶塩・胡麻などの素材のバランスを徹底して追求しているといい、食品や健康に関する著述を行っているフリーライターの石原亜香利は、「のりたま」の素材の絶妙なバランスを「家庭では決してつくりだせない、『のりたま』ならではのもの」と評している。「のりたま」自体は、ぱりぱりとした食感であるが、温かい米飯に振りかけた場合などは、温度と湿気によって徐々にしんなりとなる。振りかけた直後あるいは冷や飯に振りかけたぱりぱりとした状態から時間が経過してしっとりとした状態まで、どの状態を好むかは個人によって分かれる。
「のりたま」は、発売当時は高級品だった玉子を用い、手ごろな価格と高い栄養価、飽きのこない風味で消費者に受け入れられた。2020年（令和2年）現在、1食（2.5グラム）あたりの栄養成分は、エネルギー11キロカロリー、タンパク質0.56グラム、脂質0.53グラム、炭水化物1.0グラム、食塩相当量0.22グラム、カルシウム18ミリグラムとなっている。
丸美屋食品工業のウェブサイトでは、「のりたま」を食材として用いたさまざまなレシピが紹介されている。料理研究家の牧弘美は、食材としての「のりたま」について問われ、「旨味、塩分、食感、香りがある混合調味料としても考えたらいいと思います。しかも身近で、入れるだけで味が決まる、非常に完成された混合調味料と考えたら、際限なく料理に応用できると思います。」と答えている。

### 原材料
商品名の通り、玉子と海苔の組合せが特徴であり、以下の6種の具材で構成されている。なお、発売当初はシソの実も入っていたが、消費者から異物混入と間違えられることがあったことから、具材から外された。
- たまご顆粒
サクサクとした食感の[9][30][31]、固めで塩味のきいた黄色い顆粒[7]。発売時は熱風乾燥法を採用していたが、1970年（昭和45年）からはスプレードライ製法を導入して、よりサクサクとした食感を実現している[9]。また、2020年（令和2年）のリニューアルで、隠し味として「ホロッ」とした食感のたまご顆粒も追加されている[31]。
- たまごそぼろ
マイクロ波乾燥技術を応用して製造された[2]、ふんわりして甘い黄色い顆粒[7]。1996年（平成8年）のリニューアルで追加された[31]。たまご顆粒より大きく、たまごの風味をより感じやすくしている[7]。
- 焼き海苔
発売時から一貫して国産の海苔を使用[22]。20センチメートル四方の原料を[7]焼いた後[32][33]、専用の機械を用いて細かく裁断して使用[7][33]。サイズは、2ミリメートル×10ミリメートルと、2ミリメートル×7ミリメートルの2種類がある[32]。
- 抹茶塩
苦みと渋みのある緑色の顆粒[7]。味を引き締めるとともに、全体の色合いを鮮やかにしている[7][22]。
- さば削り節
あっさりとした香りとコクのある味わいの茶色の顆粒[7]。玉子と海苔の風味を生かすために、鰹節ほど香りの強くないサバの削り節を使用している[7]。これを3ミリメートル幅に削ったものに[34]ゴマ・醤油・みりんなどで味付けしてから[7]、乾燥させたものである[35]。
- ゴマ
煎りゴマと味付けゴマを使用[36]。香り豊かな油分が味のアクセントとなっている[8]。ふりかけでは炒ってから食するまでの時間が比較的長いため、皮が割れて風味が次第に失われないよう、淡炒りと濃炒りの中間より淡炒り寄りの炒り加減を目指している[37]。

原材料としては、鶏卵・海苔・食塩・さば削り節・胡麻のほか、砂糖・小麦粉・乳糖・大豆加工品・こしあんなどを含む。鶏卵や海苔は、産地や時期などによって色や味が変化するため、さまざまな産地の原料をブレンドすることで、年間を通して一定の色や味を保っている。原材料のうちのこしあんは、豆を粉末状に加工したもので、和菓子などに使われる砂糖入りの甘いあんことは異なる。「のりたま」にこしあんが使われていることは、インターネット上で定期的に話題に上っている。丸美屋食品工業では、こしあんは「のりたま」に欠かせない原材料としているが、使用目的については「企業秘密」であり、社内でも一部の人間しか知らないという。

### パッケージ

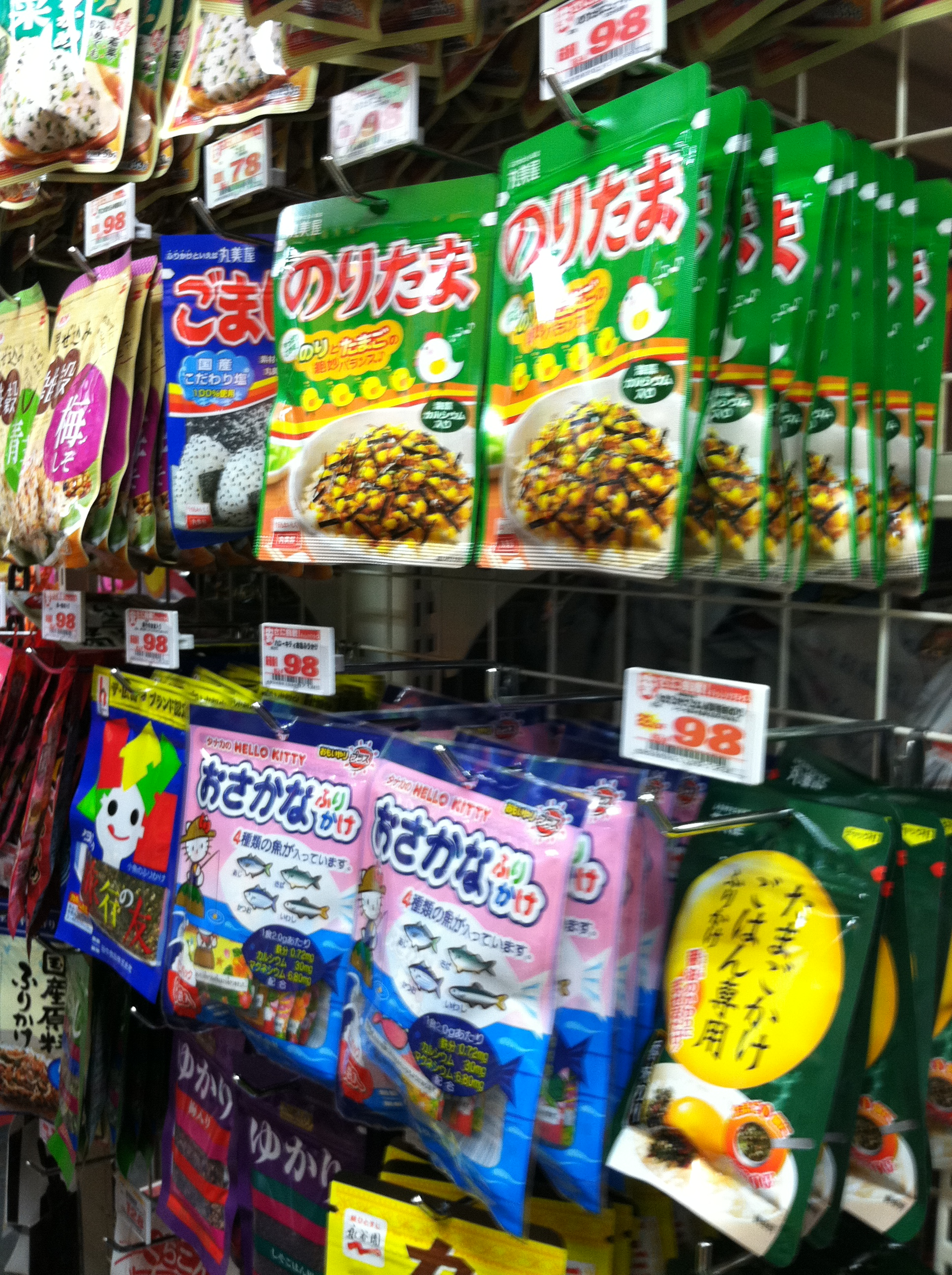
ふりかけ売り場に並ぶ「のりたま」

発売当初のパッケージは、瓶詰ふりかけが主流だった中で袋入りとし、デザインは大高重治に依頼した。緑地に赤い「のりたま」のロゴは、その後も現在に至るまで受け継がれている。
一方で、パッケージ全体のデザインは、中身のリニューアルに合わせて変更されてきている。1969年（昭和44年）には「すきやき」などとデザインを統一し、波形で中身が見えるプラスチックフィルムに変更されたものの、保存性の問題から中身が見える窓は徐々に小さくなり、1996年（平成8年）には空気や光を通しにくいアルミ蒸着パックを使用したものに変更されて窓はなくなった。代わりに米飯に「のりたま」が振りかけられた写真が使われるようになっている。なお、1987年（昭和62年）からは開口部にチャックが付くようになっている。
また、胴体が丸ごと卵というインパクトの強いニワトリのイラストは、次第に親しみやすいキャラクターとなっていき、現在はパステル調のかわいらしいニワトリにひよこが描かれている。濃い緑色だった地色も、徐々に明るく鮮やかな緑色へと変更されている。4色の虹が描かれるようになったのは1981年（昭和56年）からであり、2015年（平成27年）からは青色も加わった。ニワトリとひよこは家族で楽しめる姿をイメージしており、虹は未来へ向かう時の流れを表わしている。
2020年（令和2年）2月時点でパッケージは9代目となり、28グラム入りの「のりたま ニューパック」のほか、58グラム入りの「のりたま 大袋」が販売されていた。

## 歴史

### 開発の経緯
ふりかけ「是はうまい」を製造販売して好評を博していた丸美屋食料品研究所は、1945年（昭和20年）の東京大空襲で工場を焼失して営業を休止した。終戦後、代表取締役専務だった阿部末吉が営業再開に向けて奔走。1951年（昭和26年）に丸美屋食品工業を設立し、下請け業者に生産を委託する形で「是はうまい」の販売を再開した。当初は「是はうまい」のみを扱っていたが、「一年一品以上」を目標に商品開発に取り組んでいった。
ふりかけの常識を覆すような画期的な商品を求める阿部に対して、ある営業マンが卵と海苔を使うというアイデアを出した。阿部は即座にこれに飛びついた。当時は卵も海苔も高級品であり、旅館の朝食では必ず提供されるものであったことから、食卓にいながら旅館の雰囲気を手軽に味わえることをコンセプトに開発を始めた。1959年（昭和34年）秋に、乾燥させたたまご顆粒を使用した「玉子ふりかけ」を発売したが、この時は「是はうまい」にたまご顆粒を入れただけで海苔はなく塩辛かったことに加えて使用したたまご顆粒が粉っぽくやや硬かったこともあって、消費者に受け入れられなかった。丸美屋食品工業ではさらに研究を続け、新たに熱風乾燥法を導入し、つなぎも工夫することで、よりふっくらとした食感のたまご顆粒の製造に成功した。
こうした試行錯誤を経て、1960年（昭和35年）1月に「のりたま」が発売された。パッケージは、瓶詰ふりかけが主流だった中で袋入りとし、デザインは大高重治に依頼して、当時は食欲を刺激しないため食品にはなじまないとされていた緑色地に黄色の鶏を配した斬新なデザインとなった。「のりたま」の文字は、米飯に振りかけるイメージで斜めにレイアウトされていた。大高が受け取ったデザイン料は、当時としては破格の30万円であった。

### 発売後
「のりたま」が発売されると、それまで魚粉が主流だったふりかけ業界の中で消費者の注目を集め、順調に売り上げを伸ばしていった。また、「のりたま」が発売された1960年（昭和35年）は、日本でカラーテレビの本放送が始まるなど、テレビが一般家庭に普及しつつあった。丸美屋食品工業では、1962年（昭和37年）から「のりたま」のテレビコマーシャルを全国で展開して認知度向上を図った。さらに、1964年（昭和39年）2月に、番組提供社であったテレビアニメ「エイトマン」のシールをおまけとしてつけると、子どもたちの間で爆発的に流行し、売上がアニメ放送前の14倍に跳ね上がった。
これらの宣伝やプロモーションによって「のりたま」の売り上げは急上昇し、「是はうまい」をしのぐ丸美屋食品工業の主力商品に成長した。「のりたま」の発売翌年の1961年（昭和36年）4月、丸美屋食品工業が本社を京橋から杉並区大宮前に移転すると、花畑工場も同地に移転し、移転後の東京工場には「のりたま」の一貫製造ラインが設けられた。しかし、「のりたま」の急激な販売拡大は当初の想定をはるかに超え、1963年（昭和38年）には埼玉工場を新設して製造にあたった。2013年（平成25年）の年間販売数量は約6億食となっている。
1968年（昭和43年）には、東京12チャンネル（現・テレビ東京）の一般人の発明を紹介する番組で小学生が発表した「3色ふりかけ容器」を採用し、「のりたま」に「たらこ」と「ごましお」を1つの瓶にセットにした「3色パック」を発売した。発案者の小学生には、カラーテレビと百科事典が進呈されたという。

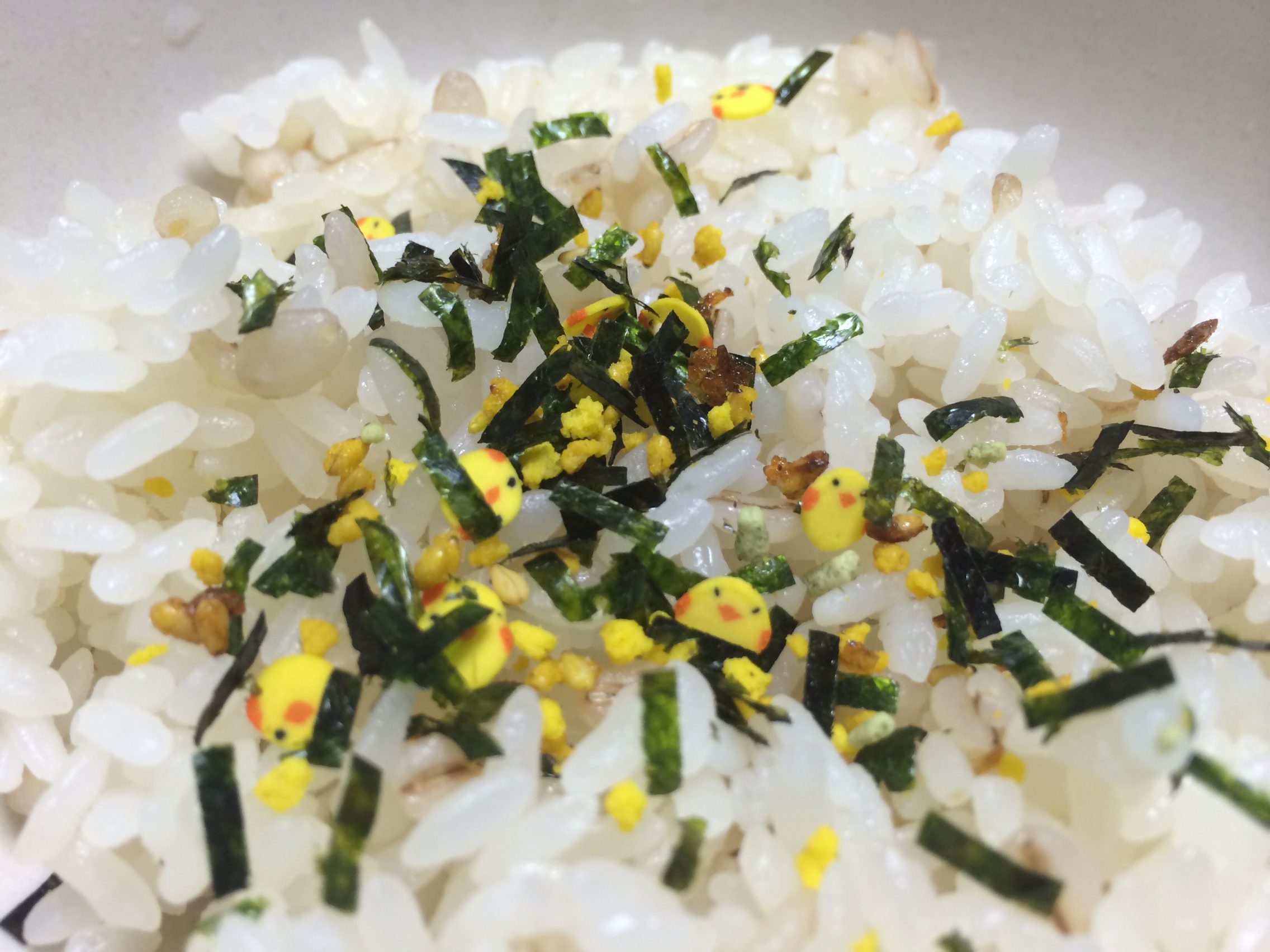
ひよこチップ入り「手のりたま」

また、「10代後半から20代前半の女性が、ふりかけから離れてしまう」というマーケティング調査の結果を受けて、2007年（平成19年）に、若い女性をターゲットとした「まるい」「かわいい」パッケージの「手のりたま」を発売。携帯に便利な手のひらサイズで、オフィスでの昼食などでの使用を想定して開発されたが、コンビニエンスストアでも取り扱いが始まると、有名人がブログなどで発信したこともあって人気となり、想定を超えた幅広い年代から支持された。発売初年度の販売数は当初見込みの約10倍となる300万個に達し、一部店舗では欠品も発生したという。中身を詰め替えて使用する消費者も多く、「手のりたま」のヒットによって「のりたま」の売上も増加した。当初3種類の表情があったパッケージは5種類に増やされた。
発売時には小袋入20グラムが30円、量り売りでは100グラムが120円であったが、他の丸美屋食品工業のふりかけと同様、原材料の高騰などにより1970年（昭和45年）以降に何度か価格改定や内容量の変更を行っている。1970年（昭和45年）は16グラム入り35円、1985年（昭和60年）は30グラム入り100円、1991年（平成3年）は30グラム入り110円であり、2004年（平成16年）の標準小売価格は「のりたま ニューパック」が30グラム入りで110円、「のりたま 大袋」は62グラム入りで215円であった。2011年（平成23年）9月から2012年（平成24年）8月のTOPPAN POSデータでは、30グラム入り「のりたま ニューパック」の平均売価は95円、62グラム入り「のりたま 大袋」は185円となっている。

### リニューアル
発売開始から50年を超えてもトップシェアを誇るロングセラーとなっているが、その間に幾度かのマイナーチェンジを行っている。1981年（昭和56年）には、消費者の健康志向に合わせて塩分を25％カット。1991年（平成3年）のリニューアルでもさらに塩分量を減らしている。1996年（平成8年）には、天然塩に変更するとともにさらに16％の減塩を行っている。丸美屋食品工業では、それでも味の品質を落とさないよう全体の味の最適なバランスを追求したという。
1996年（平成8年）のリニューアルでは、消費者が「のりたま」に求めるのは「卵の味や存在感」というアンケート結果を受けて、大きめの卵の粒子である「たまごそぼろ」を追加配合。その後、2003年（平成15年）のリニューアルでは「たまごそぼろ」を30％増量した。2020年（令和2年）のリニューアルでは、それまでの「たまごそぼろ」とサクサクとした食感のたまご顆粒に加えて、新たに「ホロッ」とした食感のたまご顆粒を隠し味として追加している。これらのほか、1969年（昭和44年）・2010年（平成22年）・2015年（平成27年）にもマイナーチェンジを行っており、2020年（令和2年）時点で「のりたま」は9代目となっていた。

### 年表
- 1951年（昭和26年） - 丸美屋食品工業創立[1][9][44][45]
- 1960年（昭和35年） - 「のりたま」発売[9][51]
- 1961年（昭和36年） - 丸美屋食品工業が本社を杉並区大宮前に新築移転、併設の東京工場で製造開始[1]
- 1963年（昭和38年） - 新設された埼玉工場で製造開始[1][21]
- 1964年（昭和39年） - エイトマンシールの封入を始めて大ヒットとなる[1][2][30][53][54]
- 1968年（昭和43年） - 「のりたま」に「たらこ」と「ごましお」をセットにした「3色パック」を発売[56]
- 1969年（昭和44年） - リニューアル（2代目、たまごの食感をよりサクサクしたものに改良し[31]、パッケージも中身が見えるプラスチックフィルムに変更[9][10]）
- 1981年（昭和56年） - リニューアル（3代目、消費者の健康志向に合わせ塩分を25％カット[31]、パッケージに4色の虹が加わる[31]）
- 1988年（昭和63年） - 日本食糧新聞社の「ロングセラー賞」を受賞[66][67]
- 1991年（平成3年） - リニューアル（4代目、さらに塩分をカットするとともに[22]、のり・たまご・塩を改良して味も見直し[31]、パッケージの緑色を明るい色に変更[10]）
- 1996年（平成8年） - リニューアル（5代目、さらに塩分をカットするとともに[2][9]「たまごそぼろ」を新たに配合[22][31]、パッケージのフィルムを空気や光を通しにくいアルミ蒸着パックに変更[10]）
- 2000年（平成12年） - 同年1月の「のりたま」発売40周年を記念し「のりたま」「すきやき」の復刻版パッケージ商品を3月1日から4月30日まで限定発売[68]。両商品の発売当時のパッケージを再現し中味に現行品を使用したもので、エイトマンシールも1袋に1枚封入した[68]。
- 2003年（平成15年） - リニューアル（6代目、海藻カルシウムを配合し「たまごそぼろ」も30％増量[9][31]、パッケージのひよこが4羽に[31][59]）
- 2004年（平成16年）8月 - 埼玉工場内に「のりたま」の一貫生産ラインを新設[69]
- 2007年（平成19年） - 「手のりたま」発売[59][70]
- 2010年（平成22年） - リニューアル（7代目、たまごと海苔のバランスを調整[22][31]、パッケージは角が丸くなる[31][59]）
- 2015年（平成27年） - リニューアル（8代目、たまご感をアップしまろやかな味わいに[22][31]、虹のデザインに青色が加わる[31]）
- 2020年（令和2年） - リニューアル（9代目、従来のサクサクしたたまご顆粒のほかに「ホロッ」としたたまご顆粒を新たに配合[31]）

## CM
初代CMキャラクターは落語家で俳優の桂小金治であった。NHK総合で放送されたテレビドラマ『ポンポン大将』の船長役で出演していた小金治は、役の衣装そのままでCMに登場し、「面舵いっぱ～い、のりたまでさんば～い」というキャッチコピーで人気を集めた。
その後も「のりたま」のCMには子どもたちに人気のタレントが起用されてきたが、1990年代以降は「家族」を意識したCMに変わってきていると指摘されている。例えば、2015年（平成27年）ころに放映されていた木村佳乃を主演とするCMでは、子どものころに家族と「のりたま」を食べていた少女が、反抗期になって家族と食事をともにしなくなったものの、結婚式当日の朝食で家族で「のりたま」を食べ、さらに母となって子どもたちと「のりたま」を食べるというストーリーが展開されている。
主なCM出演者
- 桂小金治（1962年 - 1965年）[75][76]
- 白木みのる（1962年 - 1966年）[75]
- 谷啓（1964年）[75]
- 木村理恵（1976年 - 1979年）[75][77]
- コント・ラッキー7（1979年 - 1980年）[75][77]
- 片岡鶴太郎（1984年 - 1986年）[75][78]
- 三宅裕司（1991年 - 1993年）[75][78]
- 藤谷美和子（1996年 - 1997年）[75][79]
- 松下由樹（1997年 - 1999年）[75][79]
- 加藤あい（2000年 - 2002年）[75]
- 木村佳乃（2003年 - ）[75]

## コラボレーション商品
1999年（平成11年）に明星食品から「のりたま焼そば」というカップ焼きそばが発売された。名前の通り、「のりたま」がふりかけとして入っていたもので、パッケージデザインも「のりたま」とほぼ同じものであった。現在は販売終了。
2017年（平成29年）5月8日には、同じ明星食品から「明星 のりたま 焼うどん だし醤油味」が発売された。丸美屋食品工業と共同開発したもので、しょうゆソースの焼うどんに甘みのある「のりたま」をかけて食するものであった。数量限定で販売されたが、消費者からの要望を受けて10月2日に数量限定で再発売された。2020年4月13日にも、「のりたま」発売60周年を記念して再発売されている。

## 評価・影響

### ふりかけの代名詞
「のりたま」の発売は、それまでのふりかけと言えば魚粉が原材料という常識を覆した。丸美屋食品工業は、1963年（昭和38年）には「すきやき」を、1964年（昭和39年）には「チズハム」を発売して、この流れを決定付けた。栄養問題の社会史に詳しい管理栄養士の吉岡やよいは、「のりたま」や「すきやき」が発売された昭和30年代は欧米型の食事への転換が推奨されていた時期にあたり、「動物性食品を重用するという意識に、うまく乗ろうとした商品でしょうね」と指摘している。また、「のりたま」が発売されるまではふりかけは主として大人向けの食品であったが、「のりたま」の登場によって子ども向けの市場が開拓され、子ども向けのふりかけが相次いで商品化されていった。
発売当時に子どもだった世代は孫を持つ年齢となり、「のりたま」は、親から子へ、子から孫へと、世代を超えて親しまれ、食卓や弁当の友として定着している。ふりかけの代表的な商品であり、ふりかけの代名詞とも言われている。2011年（平成23年）9月から2012年（平成24年）8月のTOPPAN POSデータに基づく「ふりかけ製品の全国売り上げ上位50」では、「のりたま」は、62グラム入りの大袋が7.22％のシェアで1位、30グラム入りが2.40％で5位となっている。
時代に応じて味もパッケージも進化し続けていることがロングセラーの一因とされる。丸美屋食品工業では、コメの消費量が減少し続けている中でもふりかけの売り上げが伸びていることについて、内食ブームや弁当ブームに加えて、「子ども時代にふりかけがなかった世代の人は自分の子どもが成人すると、ふりかけを消費しなくなるが、子どものころからふりかけに慣れ親しんでいた人は、大人になってもそのままふりかけを食べ続けてもらえる。そのため、ターゲット層が広がっている」と分析している。
ネットショッピングの普及や訪日外国人が土産として持ち帰ったことなどによって、日本国外にも「のりたま」の愛好者が広がっている。ただし、多くの場合はパスタやサラダに振りかけるといった使い方をされているようである。作家の椎名誠は、世界の辺境と言われる地を訪ねる際には必ず持って行くと言い、「のりたま」は「万人をトリコにする魔法の『素直で深い味』」であり「かつてどの国の人も、これを口にして顔をしかめたことはただの一度もない」と語っている。

### シールブーム
おまけにアニメキャラクターのシールをつけるという手法は、1963年（昭和38年）に明治製菓がマーブルチョコレートに鉄腕アトムのシールを付けて以降ブームとなっていた。江崎グリコは鉄人28号、森永製菓は狼少年ケンのシールを、それぞれの社の製品に入れて追随した。こうした中、丸美屋食品工業は「のりたま」にエイトマンのシールをおまけとして封入した。
エイトマンシールは、さまざまなポーズのエイトマンのシール36種類で始まり、次いで東京オリンピックにちなんで参加国のうち32か国の国旗とシークレットとして聖火を背景としたワッペン型のシール計33種類が、ランダムに封入されていた。子どもたちにとっては、新しいシールがほしければ新しいふりかけを買ってもらうほかなく、「ふりかけごはんを何杯もおかわりして肥満児になった」「お母さんに怒られた」などと当時の思い出を語る者も多い。当初は袋の外側につける形であったが、剥がして持って行かれてしまうことから、袋の中に封入する形に変更された。シール欲しさに丸美屋食品工業の倉庫から「のりたま」が盗まれるという事件まで発生した。1965年（昭和40年）に「エイトマン」の放送が終了し「スーパージェッター」の放送が始まると、スーパージェッターのカードが封入されるようになった。1960年（昭和35年）から1965年（昭和40年）まで、ふりかけ市場における丸美屋食品工業のシェアは50％近くを占めたが、エッセイストの町田忍は、これらの「ヒーローものカードの果たした役割が大きい」としている。
「のりたま」の大成功を受け、おまけとしてシールやカードなどをつけるという手法は、その後も追随する企業が相次いだ。ふりかけ業界では、永谷園が、1964年（昭和39年）発売の「カレンダーふりかけ」に「忍者の素」という忍者道具の小物を、1965年（昭和40年）発売の「ビタフリ」には「ベースボールスタンプカード」を、それぞれおまけとしてつけている。上述の通り、こうした手法で成功を収めたのは「のりたま」が初めてではないが、少なくとも「のりたま」はこうしたブームを牽引したものの一つと認識されている。
2015年（平成27年）には発売55周年を記念し、復刻版エイトマンシールの封入キャンペーンが行われた。

### 「のりたま」を扱った作品
1968年（昭和43年）に発売された「のりたま」「たらこ」「ごましお」の「3色パック」は、家庭の食卓の象徴としてテレビドラマなどにしばしば小道具として用いられた。この時期に子ども時代を過ごした世代にとって「3色パック」は、「『のりたま』が最初になくなりゴマ塩が最後まで残る」という思い出とともに記憶に残っており、安倍夜郎の漫画『深夜食堂』には、三股交際がばれて2人の彼氏を失い、唯一残ったくたびれた年上の彼氏のことを「結局いつも最後まで残るのよね……ごましおって」とつぶやく女性が登場する。また、シンガーソングライターの嘉門達夫も、1986年（昭和61年）に出したアルバム『日常 〜COM'ON! 超B級娯楽音楽〜』に収録されている「3色パックの謎」の中で、「ゴマ塩だけが残る」ことを歌っている。
作家で写真家の星野博美は、丸美屋食品工業の本社近くのアパートで暮らしていた1995年（平成7年）、アパートの屋根裏で野良猫が生んだ兄妹猫に、ふりかけ「のりたま」にちなんで「のり」と「たま」と名付けた。兄猫は玉子のような模様があり、妹猫はそれに加えて黒い海苔のような模様のある三毛猫だったため、一目見て直感的に閃いたという。星野は、この兄妹猫との出会いをつづったエッセイ『のりたまと煙突』を著している。